# Federação Francesa de Ginástica

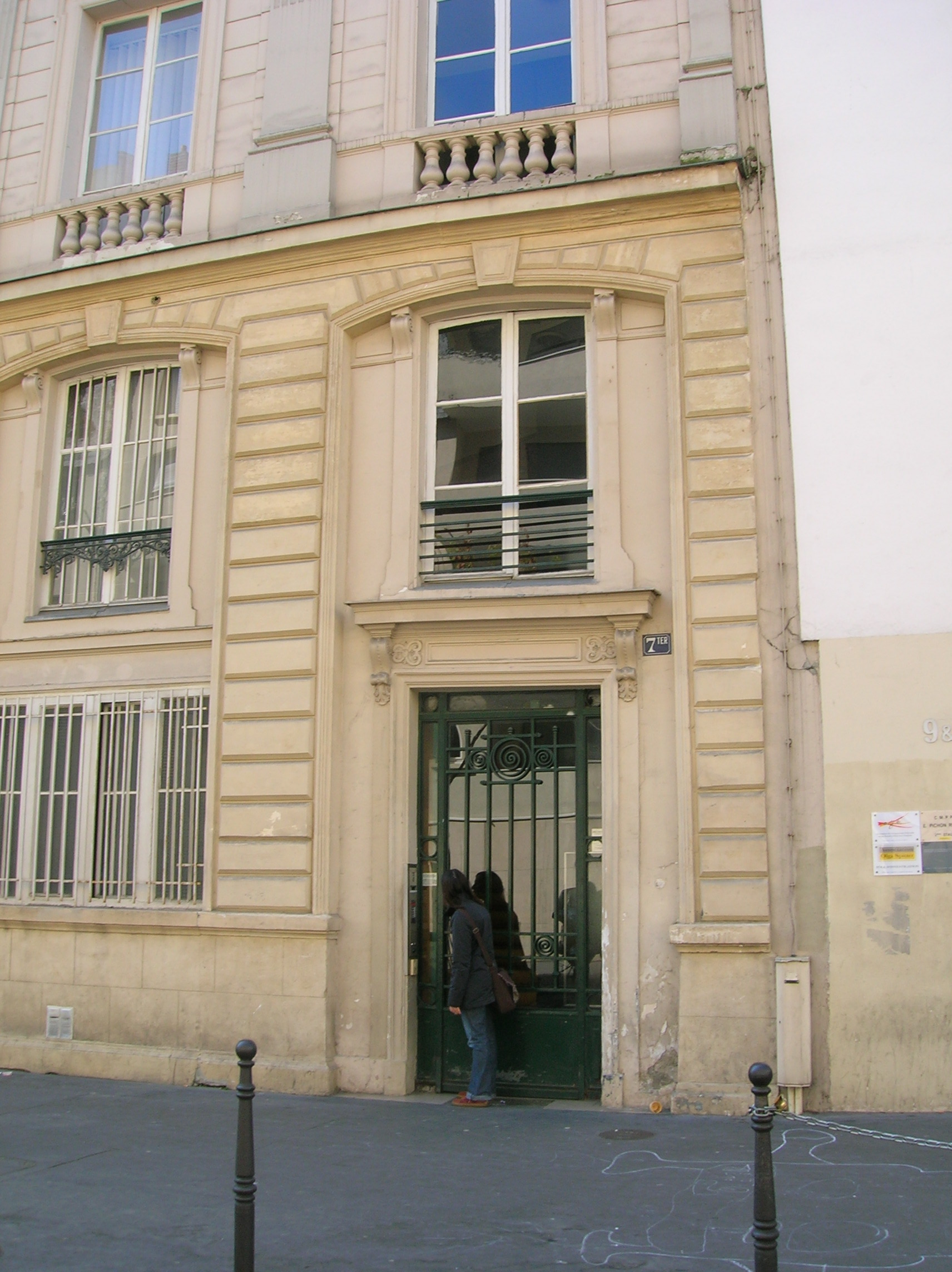
Sede da Federação, em Paris

A Federação Francesa de Ginástica, no original: Fédération Française de Gymnastique, está localizada na capital nacional e é a entidade responsável pela organização dos eventos e representação dos atletas e juízes das modalidades da ginástica na França. Formada pelos membros da assembleia geral, da direção e dos conselhos, a Federação é associada direta da União Europeia de Ginástica (sigla: UEG), que responde a Federação Internacional de Ginástica (sigla: FIG)....